# Przytoczna (gmina)
Pour les articles homonymes, voir Przytoczna.
Przytoczna est une gmina rurale (gmina wiejska) de la powiat de Międzyrzecz, dans la Voïvodie de Lubusz, dans l'ouest de la Pologne.
Son siège administratif (chef-lieu) est le village de Przytoczna, qui se situe environ 15 kilomètres au nord de Międzyrzecz (siège de la powiat), 34 kilomètres au sud-est de Gorzów Wielkopolski (capitale de la voïvodie) et 71 kilomètres au nord de Zielona Góra (siège de la diétine régionale).
La gmina couvre une superficie de 184,5 kilomètres carrés pour une population de 5 726 habitants en 2016.

## Histoire
De 1975 à 1998, la gmina est attachée administrativement à la voïvodie de Gorzów.

Depuis 1999, elle fait partie de la voïvodie de Lubusz.

## Géographie
La gmina inclut les villages et localités de :

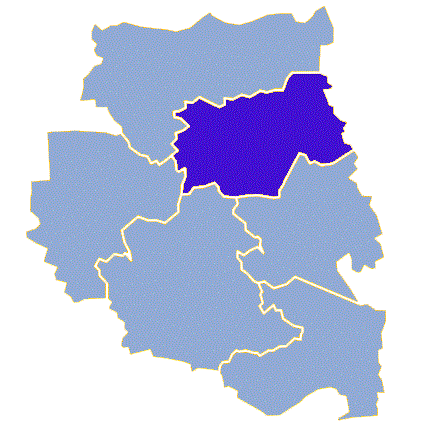
Plan de la gmina

- Chełmicko
- Chełmsko
- Dębówko
- Dziubielewo
- Gaj
- Goraj
- Krasne Dłusko
- Krobielewo
- Lubikówko
- Lubikowo
- Murowiec
- Nowa Niedrzwica
- Nowiny
- Orłowce
- Poręba
- Przytoczna
- Rokitno
- Strychy
- Stryszewo
- Twierdzielewo
- Wierzbno
- Żabno

### Gminy voisines
La gmina de Przytoczna est voisine des gminy suivantes :
- Bledzew
- Międzychód
- Międzyrzecz
- Pszczew
- Skwierzyna

## Structure du terrain
D'après les données de 2002, la superficie de la commune de Przytoczna est de 184,5 kilomètres carrés, répartis comme telle :
- terres agricoles : 50%
- forêts : 39%

La commune représente 13,29% de la superficie du powiat.

## Démographie
Données du 30 juin 2004 :
| Description        | Total  | Total | Femmes | Femmes | Hommes | Hommes |
| ------------------ | ------ | ----- | ------ | ------ | ------ | ------ |
| Unité              | Nombre | %     | Nombre | %      | Nombre | %      |
| Population         | 5 702  | 100   | 2 779  | 48,7   | 2 923  | 51,3   |
| Densité (hab./km²) | 30,9   | 30,9  | 15,1   | 15,1   | 15,8   | 15,8   |